# Jorge Alberto García
Jorge Alberto García (Rosario, Provincia de Santa Fe, Argentina; 12 de noviembre de 1956) es un exfutbolista y actual director técnico argentino. Jugaba como lateral por izquierda y su primer equipo fue Rosario Central. Su último club antes de retirarse fue Unión de Santa Fe.

## Clubes

### Como jugador
| Club                   | País      | Año       |
| ---------------------- | --------- | --------- |
| Rosario Central        | Argentina | 1975-1981 |
| River Plate            | Argentina | 1981-1984 |
| San Lorenzo de Almagro | Argentina | 1985-1987 |
| Unión de Santa Fe      | Argentina | 1987-1988 |

### Como entrenador
| Club                    | País        | Año       |
| ----------------------- | ----------- | --------- |
| Cipolletti de Río Negro | Argentina   | 1999-2000 |
| Macará                  | Ecuador     | 2001      |
| Municipal Limeño        | El Salvador | 2003-2004 |
| Macará                  | Ecuador     | 2004      |
| Atlético Balboa         | El Salvador | 2004      |
| Águila                  | El Salvador | 2005      |
| Atlético Balboa         | El Salvador | 2005      |
| Once Municipal          | El Salvador | 2006      |
| Vista Hermosa           | El Salvador | 2007-2008 |
| Municipal Limeño        | El Salvador | 2008-2009 |
| Atlético Balboa         | El Salvador | 2009      |
| Vista Hermosa           | El Salvador | 2010      |
| Atlético Marte          | El Salvador | 2012-2013 |
| Ciclón del Golfo        | El Salvador | 2013      |
| UES                     | El Salvador | 2013-2014 |
| Pasaquina               | El Salvador | 2014      |
| Atlético Marte          | El Salvador | 2015      |
| Defensores Unidos       | Argentina   | 2016      |
| Maciel                  | Argentina   | 2016      |
| Defensores de Centeno   | Argentina   | 2018-2019 |
| Club Boca de Serodino   | Argentina   | 2025      |

## Palmarés

### Como jugador
| Título           | Club                  | País      | Año    |
| ---------------- | --------------------- | --------- | ------ |
| Primera División | C. A. Rosario Central | Argentina | N-1980 |
| Primera División | River Plate           | Argentina | N-1981 |

### Como entrenador
| Título          | Club            | País        | Año  |
| --------------- | --------------- | ----------- | ---- |
| Copa Presidente | Atlético Balboa | El Salvador | 2005 |